# Cixiosoma platensis
Cixiosoma platensis är en insektsart som beskrevs av Berg 1879. Cixiosoma platensis ingår i släktet Cixiosoma och familjen kilstritar. Inga underarter finns listade i Catalogue of Life.